# Woronynci (obwód połtawski)
Woronynci (ukr. Воронинці) – wieś na Ukrainie, w obwodzie połtawskim, w rejonie łubieńskim, w hromadzie Nowoorżyćke. W 2001 liczyła 279 mieszkańców, spośród których 276 wskazało jako ojczysty język ukraiński, a 3 rosyjski.